# Melodiya
Melodiya (en russe : Μелодия, au sens de mélodie) est un label discographique russe, basé à Moscou. Il a été la propriété de l'État comme société d'enregistrement et label de l'Union soviétique.

## Histoire

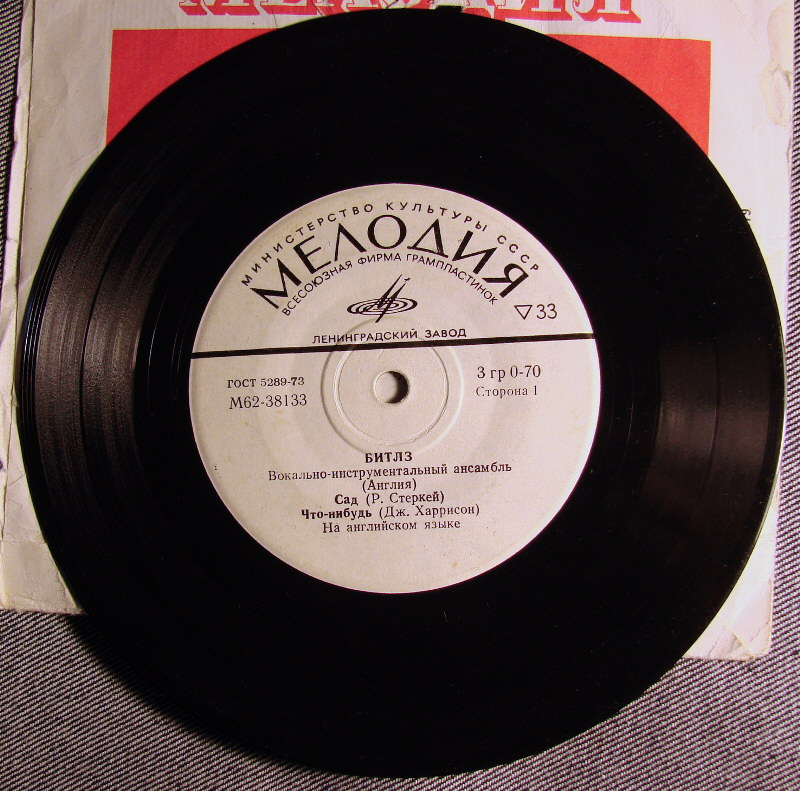
Vinyle soviétique des Beatles avec les titres Octopus's Garden et Something extraits de l'album Abbey Road. Sur la face B, il y avait une seule chanson du même album, Come Together.

Le label est créé en 1964 en tant que « firme phonographique du Ministère de la Culture de l'URSS Melodiya », incorporant les labels plus anciens comme Akkord, SovSong, SSSR, MuzTrest, Aprelevskii zavod, Mosob Sovnarkhoz. Elle a utilisé les gigantesques ressources des nombreux studios d'enregistrement, des installations de fabrication tout partout en URSS (Riga, Leningrad, Aprelevka, Moscou, Tbilissi et Tachkent), ainsi que les puissants centres de distribution et système de promotion. Le meilleur format de vente à l'époque était des enregistrements sur vinyle 33 et 78 tours. À partir de 1973, Melodiya publie quelque 1 200 disques par an, avec la circulation totale de 190 à 200 millions de dollars par an et un million de cassettes audio par an, et exporte sa production dans plus de 70 pays. Elle figure parmi les six plus grandes maisons de disques mondiales des années 1970 et 1980,.
L'entreprise de production est dominée par la musique classique, la musique des compositeurs et musiciens soviétiques et des spectacles par des acteurs de théâtre soviétiques, des contes de fées pour les enfants, etc. Par exemple, Melodiya publie des interprétations d'œuvres de Tchaïkovski et Chostakovitch reconnu d'une grande valeur pour leur authenticité. Melodiya publie également une partie des grandes réussites de l'ouest : des enregistrements de la pop, du jazz et du rock, avec notamment ABBA, Paul McCartney, Boney M., Dave Grusin, Dalida, Amanda Lear et Bon Jovi. La firme Melodiya a régulièrement publié des enregistrements des chanteurs populaires soviétique, parmi lesquels on trouve Alla Pougatcheva – chacun de ses disques se vendaient par million –, Lioudmila Zykina (la « Joan Baez d'URSS »), Vladimir Vyssotski, Boulat Okoudjava, Sofia Rotaru, Mikhaïl Boïarski, Valery Leontiev, Alexander Barykine, Vladimir Kouzmine, les groupes de rock Autographe, Machina Vremeni, Cruise, etc.
Les branches régionales de Melodiya (Ouzbékistan, Kazakhstan, etc.) ont produit leurs propres enregistrements, destinés à leur population, notamment de musique traditionnelle,. En Mongolie, qui n'avait pas de label d'État, Melodiya publie des enregistrements par l'intermédiaire de groupes tels que Soyol-Erdene et Bayan Mongol.
Dans d'autres pays, les enregistrements Melodiya importés d'URSS étaient souvent vendus sous le label MK, pour Mezhdunaródnaya Kniga (russe : Μеждународная Книга). Aux États-Unis, de nombreux enregistrements Melodiya apparaissent sur le marché intérieur sous le label Monitor Records.  Dans les années 1970 et 1980, les enregistrements classiques et de musique folklorique Melodiya étaient vendus sous étiquette Melodiya/Angel (aux États-Unis) et sous-label Melodiya/HMV (ailleurs) à la suite d'un contrat d'exclusivité avec EMI, le propriétaire des deux labels. Un plus petit nombre d'enregistrements ont été distribués sur d'autres étiquettes, notamment pour le label Mobile Fidelity (entre 1985 et 1992) ou le label britannique Olympia ; et en particulier après 1989, lorsque Melodiya accorde les droits exclusifs de BMG en 1994. Dans au moins un cas, un album Melodiya du chef d'orchestre Guennadi Rojdestvenski (ballet Casse-Noisette de Tchaïkovski), réalisé en 1960, est paru en vinyle aux États-Unis par l'intermédiaire du label Columbia Masterworks. Après expiration du contrat avec BMG en 2003, la société prend une nouvelle direction et en 2006 commence à rééditer des enregistrements sous sa propre étiquette. En France, outre le contrat BMG (1994–2003), Melodiya est successivement distribué par Vogue, Le Chant du monde et Harmonia Mundi.
Propriété de l'État jusqu'en avril 1989, l'industrie de l'enregistrement soviétique est en mesure d'appliquer un système de numérotation unique à toute parution à partir de 1933, indépendamment de l'origine ou du lieu de fabrication.  Les séquences de nombres pour les 78 tours et disques vinyles sont strictement chronologiques, à partir desquelles il est possible de dater beaucoup – mais pas toutes – les parutions provenant du numéro de catalogue . Les premiers disques compact (65) sont sortis en avril 1990.
Depuis 2008, certains des enregistrements Melodiya sont à la disposition des auditeurs nord-américains par le label classique canadien Analekta, distribué par Entertainment One Distribution aux États-Unis et Distribution Select au Canada.

## Artistes
Des milliers d'artistes sont apparus sur label Melodiya.
- Chanteurs : Irina Arkhipova, Dina Dyan, Boris Gmyria, Natalia Gerasimova, Ludmilla Legostayeva, Valentina Levko, Tamara Milashkina, Anatoly Mokrenko, Alexandre Naoumenko, Anatoli Safiulin, Věra Soukupová, Galina Vichnevskaïa, Yuri Yelnikov ;
- Pianistes : Vladimir Ashkenazy, Alexander Bahkchiev, Dmitri Bachkirov, Ludmila Berlinskaïa, Lazar Berman, Dmitri Chostakovitch, Bella Davidovitch, Victor Eresko, Emil Gilels, Anton Ginsburg, Grigory Ginzburg, Maria Grinberg, Evgeny Kissin, Vladimir Kraïnev, Alekseï Lioubimov, Alexeï Nasedkin, Tatiana Nikolaïeva, Heinrich Neuhaus, Stanislas Neuhaus, Ekaterina Novitskaya, Nikolaï Petrov, Viktoria Postnikova, Sviatoslav Richter, Vladimir Schreibman, Grigory Sokolov, Lioubov Timofeïeva, Vladimir Viardo, Elisso Virssaladze, Garnet Vingrien, Vladimir Yampolski, Maria Youdina, Iakov Zak ;
- Violonistes : Mikhail Vaiman, Alexandre Brussilovsky, Alexandre Brussilovsky, Leonid Kogan, David Oïstrakh, Anahit Tsitsikian ;
- Altistes : Youri Bachmet, Fiodor Droujinine ;
- Violoncellistes : Sviatoslav Knouchevitski, Mstislav Rostropovitch, Daniil Chafran ;
- Chefs d’orchestre : Nikolaï Anossov, Roudolf Barchaï, Dzhemal Dalgat, Alexandre Dmitriev, Arvīds Jansons, Arnold Katz, Pavel Kogan, Kirill Kondrachine, Evgeny Mravinski, Guennadi Rojdestvenski, Samuel Samossoud, Kurt Sanderling, Vladimir Spivakov, Abram Stasevich, Evgeni Svetlanov ;
- Quatuors à cordes : Quatuor Beethoven, Quatuor Borodine, Quatuor Chostakovitch, Quatuor Taneïev ;
- Ensembles non classiques : Aria (metal), The Second Half (groupe de rock progressif), Tchervona Routa (rock) (voir ensembles VIA), les Chœurs de l'Armée rouge (musique militaire et traditionnelle) ;
- Variétés : Janna Bitchevskaïa, Tereza Kesovija, Boulat Okoudjava, Alla Pougatcheva, Lioudmila Zykina
- Musiciens traditionnels : Zainab Khanlarova, Jurabek Nabiev.